# Пембрукшир-Кост
Пембрукшир-Кост (валл. Parc Cenedlaethol Arfordir Penfro, англ. Pembrokeshire Coast National Park) — национальный парк в западной части Уэльса. Создан в 1952 году, после Сноудонии (в 1951 году) и до Брекон-Биконса (в 1957 году).

## Расположение и достопримечательности

Расположение национального парка

Национальный парк включает в себя самый разнообразный ландшафт: скалистые утёсы, песчаные пляжи, лесистые лиманы и поросшие травой холмы, общей площадью 629 км² (243 квадратных мили). Он состоит из четырёх разных частей по часовой стрелке — это юг побережья Пембрукшира с островами Калди, устье реки Кледдау, залив Сент-Брайдс с прибрежными островами и холмы Минит-Преселли. Тем не менее, парк состоит не только из пляжей — по его окраинам есть даже леса и болота.
Геология этих областей представляет особый интерес из-за многих лет воздействия на побережья, проявившегося в наличии различных типов пород и структурных особенностей, таких как природные арки, кекуры, складкообразования и морские пещеры. Среди кекуров можно отметить скалы Элегуг, состоящие из двух больших отдельно стоящих известняковых стел. На севере, горы Карн-Ллиди, Пен-Бери и Гарн-Фар, наряду с вересковыми пустошами на горах Карнингли и Пресели, дают чувство простора, прорезающегося лесистыми долинами рек Гвэйн и Нифер. На западе национального парка преобладает широким размахом залив Сент-Брайдс, ограниченный на его северной оконечности островом Рамси, недалеко от полуострова Сент-Дейвидс, и на южной оконечности островом Скомер. Южное побережье выглядит ещё контрастней: от известнякового плато и скал полуострова Кастлмартин, крутых и лесистых долин, удалённых от Амрота до озёр Бошерстона, как большей части прибрежной полосы, находящихся на попечении Национального фонда, и туристических курортов Тенби и Саундерсфут. Между западными и южными районами национального парка находится водный путь Милфорд-Хэвен, где находится устье спокойной реки Кледдау, являющееся одной из лучших естественных глубоководных гаваней в мире.
Национальный парк включает в себя множество мест и районов, имеющих собственную национальную или международную природоохранную значимость, в том числе 7 особых районов по сохранению, морских заповедников, 6 национальных заповедников и 75 участков особого научного значения. В частности, у побережья находятся поселения железного века и палеолитические погребальные комплексы, а также заповедник Королевского общества защиты птиц острова Рамзи (RSPB Nature Reserve of Ramsey Island).
В 2011 году журнал «National Geographic» проголосовал за Пембрукшир как второй лучший прибрежный парк в мире.

### Пляжи

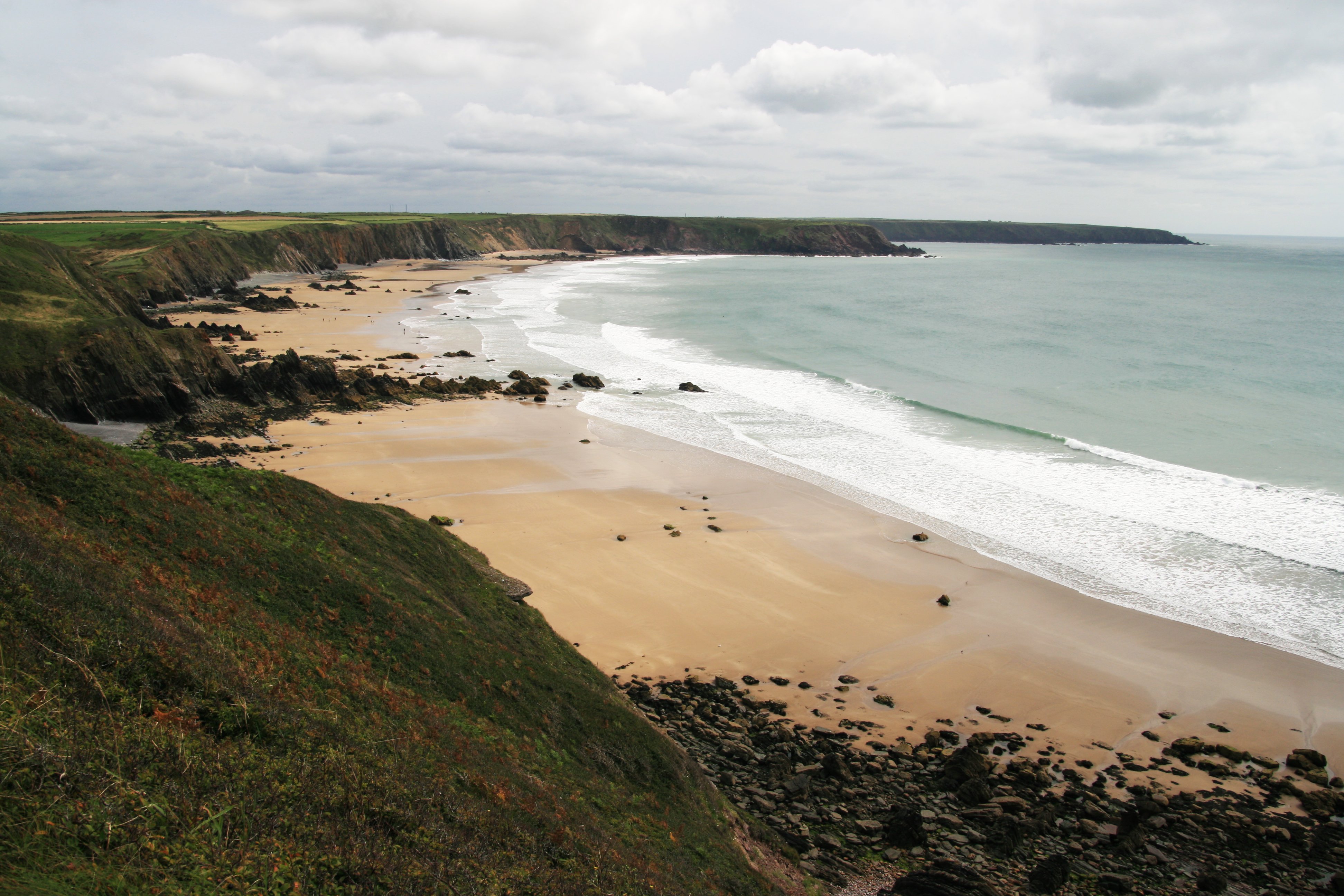
Пляж Марло

На протяжении многих лет пляжи Пембрукшира, все из которых находятся на территории национального парка, были награждены 41 раз наградой «Голубой флаг» (13 в 2011 году), 47 — наградой «Зелёный берег» (15 в 2011 году) и 106 раз премией «Seaside Awards» (31 в 2011 году). В 2011 году 39 пляжей получили рекомендацию Общества охраны морской среды.
В состав парка входят пляжи:
- Аберрейдди
- Амрот
- Барафандл
- Брод-Хейвен
- Южный Брод-Хейвен
- Восточный Фреш-Уотер
- Западный Фреш-Уотер
- Манорбир
- Марло
- Ньюгэйл
- Ньюпорт
- Поппитсэндс
- Саундерсфут
- Тенби
- Уайтсэндс

## Администрация

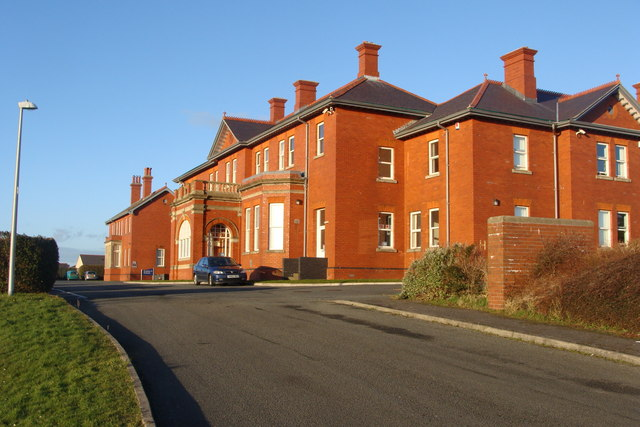
Штаб-квартира администрации

Побережье находится в ведении администрации национального парка Пембрукшир-Кост, имеющего в своём составе около 130 сотрудников и комитет из 18 членов. Цели органа заключаются в сохранении национального парка, призыве общественности насладиться и понять его, содействовать социальному и экономическому благополучию общин в пределах своих границ. Штаб-квартира администрации находится в Пембрук-Доке. Для патрулирования парка сотрудники используют электрические велосипеды.
Администрация также управляет всей длиной 186-мильной Пембрукширской прибрежной тропы, которая почти целиком лежит в пределах национального парка Пембрукшир-Кост.
5 мая 2012 года было объявлено об официальном открытии Уэльской прибрежной тропы (Wales Coast Path). Тропа, на создание которой было затрачено 14 млн фунтов стерлингов, идёт, извиваясь, вдоль всего 870-мильного побережья Уэльса, мимо многочисленных достопримечательностей, таких как замки и кафедральные соборы в Конуи, Чепстоу и Сент-Дейвидсе, полуостров Ллин, усеянные тюленями лежбища в графстве Пембрукшир, лодочный домик в Лохарне валлийского поэта Дилана Томаса и деревня Портмеерен.

## Интересные факты

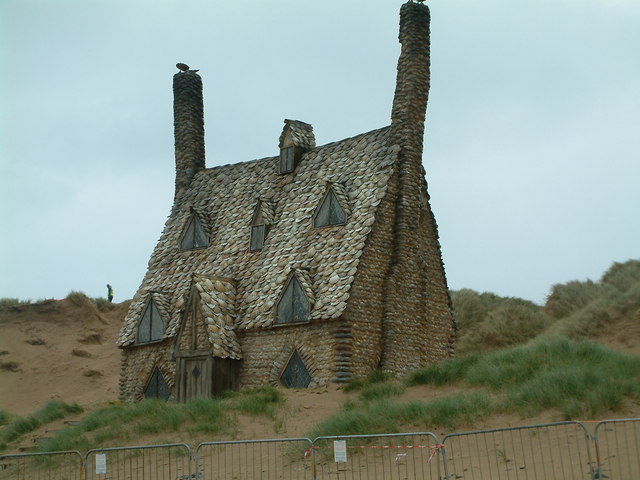
Дом-ракушка из фильма «Гарри Поттер и Дары Смерти. Часть 1». Пляж Западный Фреш-Уотер

Национальный парк и само графство Пембрукшир являются любимыми местами кинематографистов. В частности, на побережье снимался «Моби Дик», в замке Пембрук, деревне Марлос и городе Милфорд-Хейвен — «Лев зимой», в замке Пембрук, Чепстоу и деревне Бошерстон — «Бармаглот», в замке Мэнорбир — «Хроники Нарнии», по всему графству — «Волшебные бухты и острова», в Тенби и Ларне — «Запретная любовь», на побережье — Гарри Поттер и Дары Смерти. Часть 1 и 2 и «Робин Гуд».